# Ricardo Baldin
Ricardo Baldin Camargo (4 de febrero de 1987, São Paulo, Brasil) es un modelo brasileño.

## Biografía
Baldin nació en Brasil. En 2003 fue descubierto a la edad de dieciséis años por Anselmo Camaleão, un cazatalentos quien lo llamó para participar en la competencia Elite Model Look, en la que resultó finalista y obtuvo un contrato por un año. Ricardo tiene ascendencia italiana y practica fútbol, baloncesto, tenis, voleibol, natación y carrera a pie.
Reside en Los Ángeles, California. Habla portugués, inglés, italiano y español.

### Carrera
Su primer desfile fue para Cavalera en la São Paulo Fashion Week.
Ha trabajado con fotógrafos como Marco del Nero, Johnny Lopera y Leonardo Corredor y ha participado en campañas para Emporio Armani, Calvin Klein, Polo Ralph Lauren, Oggi Jeans y El Palacio de Hierro, entre otras.